# Pierre Mignon
Pierre Mignon is een in 1970 opgericht champagnehuis dat in Le Breuil is gevestigd. Het huis bezit 14 hectare wijngaarden die over de Champagne verspreid liggen. De grondstukken liggen in de gemeenten Le Breuil en Dormans in de Vallée de la Marne, in Cuis in de Côte des Blancs en in Monthelon bij Épernay. Men verbouwt 60% pinot meunier, 10% pinot noir en 30% chardonnay en produceert ieder jaar 420 000 flessen champagne.
De samenstelling van de champagnes van Pierre Mignon is opmerkelijk omdat de meeste champagnehuizen de fruitige pinot meunier slechts met mate gebruiken. De van pinot meunier gemaakte champagnes rijpen minder goed dan champagnes waarin pinot noir en chardonnay de hoofdbestanddelen zijn. Champagne Pierre Mignon schermt op de website niet met de langdurige prise de mousse en rijping op gist. De champagnes worden jong verkocht. 

## De champagnes
- De Grande Réserve Brut is gemaakt van 80% pinot meunier, 10& pinot noir en 10% chardonnay. Deze Brut Sans Année is de meest verkochte champagne en het visitekaartje van het huis. De assemblage werd aangevuld met wijn uit de reserve van het huis.  De dosage suiker die met de liqueur d'expédition wordt toegevoegd is minder dan 15 gram per liter.
- De Brut Prestige is gemaakt van 35% pinot meunier, 35% chardonnay en 10% pinot noir.
- De Brut Rosé is een roséchampagne van 70%, 15% chardonnay en 15% pinot noir.
- De Prestige Rosé de Saignée is een roséchampagne van 65% pinot meunier, 20% chardonnay en 15% pinot noir. Bij de productie van de rode wijn die voor de kleur bij het mengsel is gevoegd is met de dure méthode saignée verkregen waarbij men de blauwe druiven laat "bloeden".
- De Année de Madame is een millésime van 60% pinot meunier, 30% chardonnay en 10% pinot noir. Een millésime is een champagne waarvoor alle druiven in een en hetzelfde jaar werden geplukt. Een dergelijke champagne kan alleen in goede wijnjaren worden gemaakt.
- De Harmonie de Blancs is een blanc de blancs millésime van druiven uit de grand cru-gemeenten van de Champagne. Een blanc de blancs is een witte wijn van witte druiven, hier gaat het uitsluitend om chardonnay
- De Cuvée Pure is een brut nature van 55% pinot meunier, 35% chardonnay en 10% pinot noir. In de liqueur d'expédition werd geen suiker verwerkt zodat deze champagne, na drie jaar op gist te hebben gerijpt, bijzonder droog is.

## Ratafia
Een ander alcoholische drank van dit bedrijf is ratafia, een product dat gemaakt wordt door na de tweede persing de schillen, pitten en steeltjes van de druiven met het nog overgebleven most te laten gisten. Aan de nog gistende wijn werd alcohol toegevoegd zodat de gisting stopte terwijl er nog restsuikers in de most aanwezig waren. Ratafia wordt als zoet aperitief geschonken.  
- De Ratafia de Champagne van Pierre Mignon bevat 18% alcohol.